# Isidoros z Aleksandrii
Isidoros z Aleksandrii (gr. Ἰσίδωρος) – starożytny grecki biegacz pochodzący z egipskiej Aleksandrii, olimpijczyk. Dwukrotny zwycięzca w biegu na stadion, w 193 i 197 roku n.e.